# Zgornje Hlapje
Zgornje Hlapje este o localitate din comuna Pesnica, Slovenia, cu o populație de 169 de locuitori.